# Les Riberes (Tercui)
Les Riberes és un paratge del terme municipal de Tremp, al Pallars Jussà, dins de l'antic terme ribagorçà de Sapeira.
Està situat en un coster a la riba esquerra de la Noguera Ribagorçana, a ponent d'Escarlà, a l'esquerra del barranc del Planell de les Vinyes.